# Akademitsjeskaja (metrostation Sint-Petersburg)
Akademitsjeskaja (Russisch: Академическая) is een station van de metro van Sint-Petersburg. Het station maakt deel uit van de Kirovsko-Vyborgskaja-lijn en werd geopend op 31 december 1975. Het metrostation bevindt zich in een noordelijke buitenwijk van Sint-Petersburg en dankt zijn naam (Academie) aan de aanwezigheid van een groot aantal instellingen van de Russische Academie van Wetenschappen in de omgeving.
Het station ligt 64 meter onder de oppervlakte en beschikt over een perronhal met zuilen, die bekleed zijn met glanzend metaal. Het bovengrondse toegangsgebouw bevindt zich op de hoek van de Grazjdanski prospekt (Burgerlaan) en de Prospekt Naoeki (Wetenschapslaan). Aan het einde van de perronhal is op een brede zuil een tekst van Vladimir Lenin te lezen over het publieke bezit van kennis en de geweldloosheid van de wetenschap.
Devjatkino  · 
Grazjdanski prospekt · 
Akademitsjeskaja · 
Politechnitsjeskaja · 
Plosjtsjad Moezjestva · 
Lesnaja · 
Vyborgskaja · 
Plosjtsjad Lenina  · 
Tsjernysjevskaja · 
Plosjtsjad Vosstanieja    · 
Vladimirskaja  · 
Poesjkinskaja  · 
Technologitsjeski institoet  · 
Baltiejskaja  · 
Narvskaja · 
Kirovski zavod · 
Avtovo · 
Leninski prospekt · 
Prospekt Veteranov